# ارلیزویل (ویرجینیا)
ارلیزویل (به انگلیسی: Earlysville) یک منطقهٔ مسکونی در ایالات متحده آمریکا است که در شهرستان البمارل، ویرجینیا واقع شده‌است. ارلیزویل ۱۷۹٫۸۳ متر بالاتر از سطح دریا واقع شده‌است.